# Seznam dílů seriálu Seal Team 6
Toto je seznam dílů seriálu Seal Team 6. Americký dramatický televizní seriál Seal Team 6 měl v USA premiéru 18. ledna 2017 na stanici History. V Česku měl seriál premiéru 20. ledna 2017 na stanici HBO.

## Přehled řad
| Řada | Díly | Premiéra v USA  | Premiéra v USA | Premiéra v ČR  | Premiéra v ČR   |
| Řada | Díly | První díl       | Poslední díl   | První díl      | Poslední díl    |
| ---- | ---- | --------------- | -------------- | -------------- | --------------- |
| 1    | 8    | 18. ledna 2017  | 8. března 2017 | 20. ledna 2017 | 10. března 2017 |
| 2    | 10   | 28. května 2018 | 1. srpna 2018  | 24. srpna 2018 | 26. října 2018  |

## Seznam dílů

### První řada (2017)
| Č. v seriálu | Č. v řadě | Původní název      | Český název       | Režie               | Scénář                              | Premiéra v USA | Premiéra v ČR   | Sledovanost v USA (v milionech) |
| ------------ | --------- | ------------------ | ----------------- | ------------------- | ----------------------------------- | -------------- | --------------- | ------------------------------- |
| 1            | 1         | Pilot              | Pilot             | Lesli Linka Glatter | David Broyles a William Broyles     | 18. ledna 2017 | 20. ledna 2017  | 1,73                            |
| 2            | 2         | Her Name Is Esther | Jmenuje se Esther | Lesli Linka Glatter | David Broyles                       | 25. ledna 2017 | 27. ledna 2017  | 1,5                             |
| 3            | 3         | Tour of Duty       | Volání povinnosti | Kimberly Peirce     | Bruce C. McKenna                    | 1. února 2017  | 3. února 2017   | 1,74                            |
| 4            | 4         | Man Down           | Zásah             | Mikael Salomon      | Alfredo Barrios Jr.                 | 8. února 2017  | 10. února 2017  | 1,55                            |
| 5            | 5         | Collateral         | Vedlejší ztráty   | Peter Werner        | Karen Campbell                      | 15. února 2017 | 17. února 2017  | 1,6                             |
| 6            | 6         | Confession         | Doznání           | Clark Johnson       | William Broyles a Bruce C. McKenna  | 22. února 2017 | 23. února 2017  | 1,48                            |
| 7            | 7         | Blood Brothers     | Pokrevní bratři   | Mikael Salomon      | David Broyles a Bruce C. McKenna    | 1. března 2017 | 3. března 2017  | 1,35                            |
| 8            | 8         | End Game           | Koncovka          | Alex Graves         | David Broyles a Alfredo Barrios Jr. | 8. března 2017 | 10. března 2017 | 1,59                            |

### Druhá řada (2018)
| Č. v seriálu | Č. v řadě | Původní název         | Český název | Režie                           | Scénář                           | Premiéra v USA    | Premiéra v ČR  |
| ------------ | --------- | --------------------- | ----------- | ------------------------------- | -------------------------------- | ----------------- | -------------- |
| 9            | 1         | Critical              |             | Colin Bucksey a Kimberly Peirce | David Broyles                    | 28. května 2018   | 24. srpna 2018 |
| 10           | 2         | Ghosts                |             | Kimberly Peirce                 | Bruce C. McKenna                 | 30. května 2018   | 31. srpna 2018 |
| 11           | 3         | Dua                   |             | Stephen Surjik                  | Alfredo Barrios Jr.              | 6. června 2018    | 7. září 2018   |
| 12           | 4         | Seesaw                |             | Steve Shill                     | Emmy Grinwis                     | 13. června 2018   | 14. září 2018  |
| 13           | 5         | Masks                 |             | Peter Werner                    | Max Adams                        | 20. června 2018   | 21. září 2018  |
| 14           | 6         | Indian Country        |             | Scott Mann                      | David Broyles a Bruce C. McKenna | 27. června 2018   | 28. září 2018  |
| 15           | 7         | FUBAR                 |             | Mikael Salomon                  | Alfredo Barrios Jr.              | 11. července 2018 | 5. října 2018  |
| 16           | 8         | Scorpions in a Bottle |             | Michael Morris                  | Vincent Pagano                   | 18. července 2018 | 12. října 2018 |
| 17           | 9         | The Reckoning         |             | Stephen Kay                     | Bruce C. McKenna a Max Adams     | 25. července 2018 | 19. října 2018 |
| 18           | 10        | Danger Close          |             | Kimberly Peirce                 | David Broyles a Bruce C. McKenna | 1. srpna 2018     | 26. října 2018 |